# Patou Mulota Kabangu
Patou Mulota Kabangu est un footballeur congolais (RDC) né le 31 décembre 1985 à Kinshasa. Il évolue au poste de milieu de terrain ou d'attaquant. Il a joué récemment au sein de l'équipe du Football Club Saint Éloi Lupopo de Lubumbashi de 2021 à 2024.
Il s'est révélé lors de la ligue des champions de la CAF 2010 gagnée par son club, ainsi que lors de la Coupe du monde des clubs de la FIFA 2010, où le TP Mazembe est arrivé en finale contre l'Inter Milan. Il a rejoint le club belge du RSC Anderlecht le 1er janvier 2012. Son prêt n'a pas été prolongé et il est revenu au TP Mazembe en juin 2012.
En 2017 il rejoint le Daring Club Motema Pembe.
En 2021, il signe au FC Saint Eloi Lupopo

## Biographie
Mulota Kabangu est né à Kinshasa. Il fait ses débuts dans le club local, de Kin city. En 2009, il rejoint le TP Mazembe. Cette année, il remporte le championnat du Congo. En 2010, le TP Mazembe remporte la ligue des champions, qui se qualifie pour la coupe du monde des clubs.
Le 14 novembre 2010, il marque le premier but de la demi-finale de la coupe du monde des clubs. Le club qui l'a formé, le TP Mazembe, gagne 2-0 contre le SC Internacional brésilien. Le TP Mazembe est le premier club ni européen ni sud-américain à disputer la finale de la coupe du monde des clubs de la FIFA.
En janvier 2012, il signe dans le club belge du RSC Anderlecht. Il y joue peu. Souvent sur le banc, il décide de quitter le club belge.
Le 30 juin 2013, Kabangu rejoint la Qatar Stars League, dans le club du Al Ahli SC.
En 2017, il rejoint le Tout Puissant Mazembe son club formateur.

## Vie privée
Son fils Jeancy Kabangu joue au CS Don Bosco.

## Buts internationaux
| buts | date             | Stade                                    | adversaire | score | résultat | compétition             |
| ---- | ---------------- | ---------------------------------------- | ---------- | ----- | -------- | ----------------------- |
| 1.   | 5 septembre 2010 | Stade Frédéric-Kibasa-Maliba, Lubumbashi | Sénégal    | 2-4   | 1-3      | Qualifications CAN 2012 |
| 2.   | 5 septembre 2010 | Stade Frédéric-Kibasa-Maliba, Lubumbashi | Sénégal    | 2-4   | 2-4      | Qualifications CAN 2012 |
| 3.   | 5 juin 2011      | Stade Anjalay, Belle Vue                 | Maurice    | 2-1   | 2-1      | Qualifications CAN 2012 |

## Avec le TP Mazembe
Patou Kabangu Mulota, mis titulaire lors de la finale de la Coupe du monde des clubs de la FIFA 2010 sur le flanc droit avec une composition de l'entraineur Lamine N'Diaye de 1-4-5-1. Un match opposant le TP Mazembe de la République Démocratique du Congo  au FC Internazionale Milano de l'Italie  , ce dernier a vu les Congolais perdre par une note de 0 - 3 en faveur des Italiens, une défaite qui honore l'équipe de Patou Kabangu Mulota pour cet exploit d'avoir le tout premier club africain d'accéder à la finale de la coupe du monde des clubs de la FIFA en 2010.

## Style de jeu
Sa bonne conduite de balle et ses dribbles déroutants peuvent donner le tournis aux défenses adverses. Il est connu pour ses crochets magiques (on le surnomme "capitaine crochet"). Cependant, sa principale faiblesse demeure ses centres imprécis et son manque de régularité, qui l'empêchent de s'imposer au plus haut niveau.

## Palmarès

### Prix et récompenses
- Champion de République démocratique du Congo en 2007, 2009 et 2011 avec le TP Mazembe
- Vainqueur de la Supercoupe de la CAF en 2010 et 2011 avec le TP Mazembe
- Vainqueur de la Ligue des champions de la CAF en 2009 et 2010 avec le TP Mazembe
- Finaliste de la Coupe du monde des clubs de la FIFA en 2010 à Abou Dabi avec le TP Mazembe face à l'Inter Milan
- Champion de Belgique en 2012 avec le RSC Anderlecht